# Halifax Rainmen
Gli Halifax Rainmen sono stati una società di pallacanestro canadese con sede a Halifax, in Nuova Scozia.
Nacquero nel 2007 per partecipare al campionato nella ABA 2000. Dopo una stagione si trasferirono nella PBL, dove disputarono tre stagioni prima di passare alla NBL Canada. Scomparvero al termine della stagione 2014-15.

## Stagioni
| Stagione | Lega       | Denominazione   | V  | P  | %    | Piazzamento | Play-off   |
| -------- | ---------- | --------------- | -- | -- | ---- | ----------- | ---------- |
| 2007-08  | ABA 2000   | Halifax Rainmen | 8  | 18 | 30,8 | 4º          | -          |
| 2009     | PBL        | Halifax Rainmen | 12 | 8  | 60,0 | 3º          | -          |
| 2010     | PBL        | Halifax Rainmen | 13 | 7  | 65,0 | 4º          | Semifinale |
| 2011     | PBL        | Halifax Rainmen | 10 | 10 | 50,0 | 4º          | Semifinale |
| 2011-12  | NBL Canada | Halifax Rainmen | 23 | 13 | 63,9 | 2º          | Finale NBL |
| 2012-13  | NBL Canada | Halifax Rainmen | 19 | 21 | 47,5 | 4º          | -          |
| 2013-14  | NBL Canada | Halifax Rainmen | 11 | 29 | 27,5 | 4º          | Semifinale |
| 2014-15  | NBL Canada | Halifax Rainmen | 20 | 12 | 62,5 | 1º          | Finale NBL |